# Lâm Ngươn Tánh
Lâm Ngươn Tánh (1928 – 2018) nguyên là một tướng lĩnh Hải quân của Quân lực Việt Nam Cộng hòa, Hải hàm Đề đốc, cấp bậc Thiếu tướng. Ông xuất thân từ khóa đầu tiên của trường Sĩ quan Hải quân Việt Nam, do Chính phủ Quốc gia Việt Nam tiếp quản từ cơ sở cũ của Hải quân Pháp, thành lập tại Duyên hải miền Trung. Ông đã tuần tự giữ các chức vụ chỉ huy then chốt trong Quân chủng. Sau cùng là một Tư lệnh nhiều năng lực của Quân chủng Hải quân. Năm 1974, ông đã trực tiếp chỉ huy cuộc Hải chiến Hoàng Sa chống lại Trung Quốc trên cương vị Phó Tư lệnh Hải quân kiêm Tư lệnh chiến dịch.

## Tiểu sử & Binh nghiệp
Ông sinh ngày 18 tháng 10 năm 1928, trong một gia đình quan chức tại Lai Vung, Sa Đéc, miền tây Nam phần, Việt Nam. Năm 1947, ông tốt nghiệp Trung học chương trình Pháp tại Cần Thơ với văn bằng Tú tài bán phần (Part I). Năm 1948, ông trúng tuyển và theo học trường Hàng hải Thương thuyền của Pháp tại Sài Gòn. Sau một năm, tốt nghiệp cấp Thuyền trưởng và phục vụ ở ngành Hàng hải cho đến ngày gia nhập quân đội.

### Quân đội Quốc gia Việt Nam
Đầu năm 1952, ông chính thức nhập ngũ vào Quân đội Quốc gia theo hệ thống được chuyển từ ngành Hàng hải sang Quân chủng Hải quân. Theo học khóa 1 tại ở trường Sĩ quan Hải quân Quốc gia Việt Nam đặt tại Nha Trang, khai giảng ngày 1 tháng 1 năm 1952. Ngày 1 tháng 10 cùng năm, mãn khóa tốt nghiệp với cấp bậc Hải quân Thiếu úy ngành chỉ huy. Giữa năm 1953, ông được thăng cấp Hải quân Trung úy và được cử làm Hạm trưởng đầu tiên Giang vận hạm HQ-534.
Cuối năm 1954, ông được thăng cấp Hải quân Đại úy, chuyển sang làm Hạm trưởng Giang pháo hạm HQ-330. Sau đó ông được cử làm Chỉ huy trưởng Giang lực miền Đông trong thời kỳ đầu của Đệ nhất Cộng hòa, tham gia các chiến dịch miền Tây châu thổ sông Cửu Long, Rừng Sác và Đồng Tháp Mười.

### Quân đội Việt Nam Cộng hòa
Cuối tháng 10 năm 1955, chuyển sang phục vụ Quân đội Việt Nam Cộng hòa, ông được cử làm Hạm trưởng Trợ chiến hạm HQ-226. Giữa năm 1956, ông được thăng cấp Hải quân Thiếu tá và được chỉ định làm Hạm trưởng Hộ tống hạm Đống Đa HQ-03. Tháng 10 Cùng năm ông được giữ chức vụ Chỉ huy trưởng Hải lực, trách nhiệm toàn bộ Hạm đội Hải quân Việt Nam Cộng hòa.
Ngày Quốc khánh Đệ nhất Cộng hòa 26 tháng 10 năm 1957, ông được bổ nhiệm chức vụ Tham mưu trưởng trong Bộ tư lệnh Hải quân (lần thứ nhất). thời gian này, ông được cử đi du hành quan sát các Tổ chức Hành quân, Huấn luyện và Quản trị của Hải quân Hoa Kỳ. Tháng 5 năm 1958, ông được cử đi du học và tốt nghiệp khóa Hậu Sĩ quan Hải quân tại Monterey, Tiểu bang California, Hoa Kỳ và khóa Đề phòng và Xử lý tai nạn trong lãnh vực chuyên môn, khóa Huấn luyện viên và Hành quân đổ bộ.
Đầu năm 1959, mãn khóa học về nước, ông được cử giữ chức vụ Chỉ huy trưởng Hải trấn, trách nhiệm về các cơ sở Hải quân trên bộ, các Quân trường và Trung tâm Huấn luyện Hải quân Nha Trang.
Giữa năm 1960, ông được đi du học và tốt nghiệp khóa Quản trị và Điều hành Hải quân Công xưởng tại Honolulu, Tiểu bang Hawaii. Tháng 9 cùng năm mãn khóa về nước. Một tháng sau, nhân ngày ngày Quốc khánh (26/10) ông được thăng cấp Hải quân Trung tá và được cử giữ chức vụ Giám đốc Hải quân Công xưởng tại Sài Gòn.
Đầu năm 1965, ông tiếp tục được cử đi du học và tốt nghiệp khóa Cao đẳng Hải chiến (Naval War College) tại Newport, Tiểu bang Rhode Island, Hoa Kỳ, tháng 6 cùng năm mãn khóa về nước. Hai tháng sau ông được thăng cấp Hải quân Đại tá và được cử làm Tham mưu trưởng tại Bộ Tư lệnh Hải quân (lần thứ hai). Cuối năm này, chuyển qua Bộ Tổng Tham mưu ông giữ chức vụ Phụ tá Hải quân cho Tham mưu phó Hành quân của Bộ Tổng tham mưu. Tháng 5 năm 1967, ông là sáng lập viên và là Chỉ huy trưởng đầu tiên của trường Đại học Chiến tranh Chính trị tại Đà Lạt.
Năm 1968 và 1969, ông chủ toạ lễ khai giảng khóa Nguyễn Trãi 2 và lễ tốt nghiệp khóa Nguyễn Trãi 1 Đại học Chiến tranh Chính trị. Đến tháng 7 năm 1970, ông nhận lệnh bàn giao trường Đại học Chiến tranh Chính trị lại cho Đại tá Nguyễn Quốc Quỳnh. Tháng 8 cùng năm, ông được điều động trở lại Quân chủng giữ chức Phó Tư lệnh Hải quân. Ngày Quốc khánh Đệ Nhị Cộng hòa 1 tháng 11 cuối năm, ông được thăng Hải hàm Phó Đề đốc, cấp bậc Chuẩn tướng tại nhiệm.
Ngày Quân lực 19 tháng 6 năm 1971, ông được đề cử làm Chủ tịch Tiểu ban "bài trừ ma tuý" trong Quân chủng Hải quân. Đầu năm 1973, ông được cử đi du học khóa Quản trị Quốc phòng tại Monterey, Tiểu bang California, Hoa Kỳ.
Tháng 3 năm 1974, ông được thăng Hải hàm Đề đốc, cấp bậc Thiếu tướng tại nhiệm. Ngày Quốc khánh 1 tháng 11 cùng năm, ông được bổ nhiệm chức vụ Tư lệnh Hải quân thay thế Đề đốc Thiếu tướng Trần Văn Chơn 

## 1975
Ngày 24 tháng 3, ông được lệnh bàn giao chức vụ Tư lệnh Hải quân lại cho Phó Đô đốc Trung tướng Chung Tấn Cang (nguyên Tư lệnh Biệt khu Thủ đô). Đầu tháng 4, ông được cử giữ chức vụ Phụ tá Quốc Vụ Khanh, đặc trách tiếp đón đồng bào di cư từ miền Trung.
Chiều ngày 29 tháng 4, ông đem gia đình di tản ra khơi trên Khu trục hạm Trần Hưng Đạo HQ-1 do Hải quân Trung tá Nguyễn Địch Hùng điều khiển.
Sau đó, ông cùng gia đình được sang Hoa Kỳ định cư, ban đầu ở tại New Port, Tiểu bang Rhode Island. Về sau chuyển đến định cư tai Tp Federicburg thuộc Tiểu bang Virginia. Thời gian đầu ông làm nhân viên dọn dẹp vệ sinh để sinh sống. Sau ông được nhận vào làm trong Bộ Quốc phòng Hoa Kỳ.
Ngày 11 tháng 2 năm 2018, ông từ trần tại nơi định cư. Hưởng thọ 90 tuổi.

## Gia đình
- Ông nội: Cụ Lâm Nguơn Xuân
- Thân phụ: Cụ Lâm Nguơn Thơ
- Bào huynh: Các ông Lâm Nguơn Thành, Lâm Nguơn Tại và Lâm Nguơn Tâm. Bào muội : Lâm Ngươn Trí.
- Phu nhân: Bà Nguyễn Ngọc Thủy

Ông bà có 5 người con (1 trai, 4 gái)
Lâm Ngươn Trọng, Lâm Ngươn Ánh Tuyết, Lâm Ngương Ánh Thu, Maria Lâm Rodrigues, Virginia Lâm Abrams